# Саутгемптон (Нью-Йорк)
Саутгемптон (англ. Southampton) ― город на юго-востоке округа Саффолк, штат Нью-Йорк, частично на южной оконечности Лонг-Айленда. По данным переписи населения США 2020 года, население города составляло 69 036 человек. Саутгемптон входит в состав участка береговой линии, широко известного как Хэмптонс. Саутгемптон назван в честь портового города Саутгемптон в графстве Гэмпшир, Англия.
Город был основан в 1640 году, когда поселенцы из Линна, штат Массачусетс, обосновались на землях, полученных от местного индейского племени шиннекоки.
С 1644 года колонисты наладили организованный промысел китов, ставший знаменательным в истории китобойного промысла как первый в Новой Англии. Они загоняли китов-лоцманов на пляжи для забоя, что-то вроде охоты на дельфинов. Они также обрабатывали дрейфующих китов, которых находили на берегу. Наблюдали за охотничьими приемами коренных американцев, совершенствовали свое оружие и лодки, а затем отправились на океанскую охоту.
Первый молитвенный дом находился на холме, на месте нынешней больницы. Старейшим из существующих домов города является дом Хэлси на Мейн-стрит, 249, который был построен Томасом Хэлси, одним из первых англичан, начавших торговать с шиннекоками.
В Саутгемптоне насчитывается 47 государственных и частных кладбищ, не включая гольф-клуб Shinnecock Hills, который заявлен как индейское захоронение, которое больше активно не используется.
У Саутгемптона есть официальный исторический веб-сайт. На сайте показано расположение более 100 достопримечательностей, исторических ориентиров и районов, а также более 1500 фотографий.
Городским руководителем является Джей Шнайдерман, бывший член Партии независимости, ныне зарегистрированный член Демократической партии, который был избран в ноябре 2015 года, набрав 56,34% голосов, и снова в ноябре 2017 года, набрав 62,3%.